# Werner Leich
Werner Leich (Mühlhausen (Thüringen), 31 januari 1927 – Gotha (Thüringen), 17 december 2022) was een Duits protestants geestelijke. Hij was bisschop voor de Evangelische Kerk in Thüringen van 1978 tot 1992, aanvankelijk nog in de DDR.

## Levensloop

### Tweede Wereldoorlog en Studie
Leich bezocht in zijn jeugd de Nationalpolitische Erziehungsanstalt in Schulpforte bij Naumburg (Saksen-Anhalt), een speciaal type school in de tijd van het Derde Rijk voor de opleiding van nazi-elite. Aansluitend ging hij naar het gymnasium in Gotha.
Van 1942 tot 1945 sloot hij zich vrijwillig aan bij de Duitse Luftwaffe als soldaat met de rang Fahnenjunker, om voor de redding van Duitsland te vechten.
Na de Tweede Wereldoorlog maakte hij zijn middelbare school af en vanaf 1947 studeerde hij theologie aan de Philipps-Universiteit Marburg en de Ruprecht-Karls-universiteit in Heidelberg. Om zijn studie te bekostigen werkte hij onder de grond in de mijnen van Gelsenkirchen.
Tijdens zijn studie werden zijn conservatieve en antisocialistische overtuigingen duidelijk. Hij sloot zich aan bij de studentenvereniging Landsmannschaft Hasso-Borussia Marburg en ijverde tegen de beginselen van de emancipatorische Allgemeine Studierendenausschuss, een andere studentenvereniging op de universiteit.

### Loopbaan
Hij sloot zijn studie af in 1951 en was tot 1953 vicaris in Angelroda en vanaf 1954 dominee in Wurzbach, beide in Thüringen. In 1969 werd hij tot superintendent in Bad Lobenstein benoemd.
Vanaf 1969 was Leich lid van de kerkleiding van de Vereinigte Evangelisch-Lutherische Kirche Deutschlands - regio Oost (VELK DDR) en was hij hiervan de leidende bisschop tussen 1983 en 1986. Verder was hij van 1986 tot 1990 voorzitter van de conferentie van kerkleiders van de Bund der Evangelischen Kirchen in de DDR.
Al sinds 1960 was hij aangesloten bij de synode van de Evangelische Kerk in Thüringen, waarvoor hij in 1967 werd gekozen tot vicevoorzitter. Dit ambt oefende hij uit tot 1978. Vervolgens werd hij bisschop van Thüringen in Eisenach tot zijn pensioen in 1992.
In 2011 kwam hij samen met andere protestantse oud-bisschoppen nogmaals in de openbaarheid door de ondertekening van open brief tegen de inwijding van homoseksuele dominees.
Leich overleed op 95-jarige leeftijd in een ziekenhuis in de Duitse stad Gotha.

## Erkenning
Leich werd onderscheiden met een eredoctoraat van de Friedrich-Schiller-Universität Jena in 1983, van het theologische Institut der Evangelischen Kirche Augsburgischen Bekenntnisses in Hongarije in 1989 en van de Wittenberg-universiteit in Springfield, Ohio.
In 1984 kende het Franklin and Eleanor Roosevelt Institute hem samen met de Zuid-Afrikaan Beyers Naudé de Four Freedoms Award toe in de categorie vrijheid van godsdienst.
- Gemeinsame Normdatei: 119066785
- International Standard Name Identifier: 0000 0000 9654 1397
- Library of Congress Control Number: n97118415
- Virtual International Authority File: 166611676